# Terellia euura
Terellia euura är en tvåvingeart som först beskrevs av Erich Martin Hering 1942.  Terellia euura ingår i släktet Terellia och familjen borrflugor. Inga underarter finns listade i Catalogue of Life.